# Ischnomera apicipennis
Ischnomera apicipennis es una especie de coleóptero de la familia Oedemeridae.

## Distribución geográfica
Habita en Kazajistán.